# 经济适用房
经济适用房，常简称为经适房，是指由中国政府出资扶持的具有经济性和适用性兩方面特点的社会保障性質的商品住宅。1998年中國開始全面實施住房商品化後，以政府指導價，按保本微利原則出售給中低收入家庭和住房困難戶。所谓经济性，是指住宅价格相对市场价格而言，是适中的，而不是降低建筑标准，供應對象為中低收入家庭和住房困難戶；所谓适用性，是指在住房设计及其建筑标准上强调住房的使用效果，而非建筑标准。使经济适用住房的建设达到：标准不高水平高，面积适中功能全，造价不高质量高，占地不多环境美。

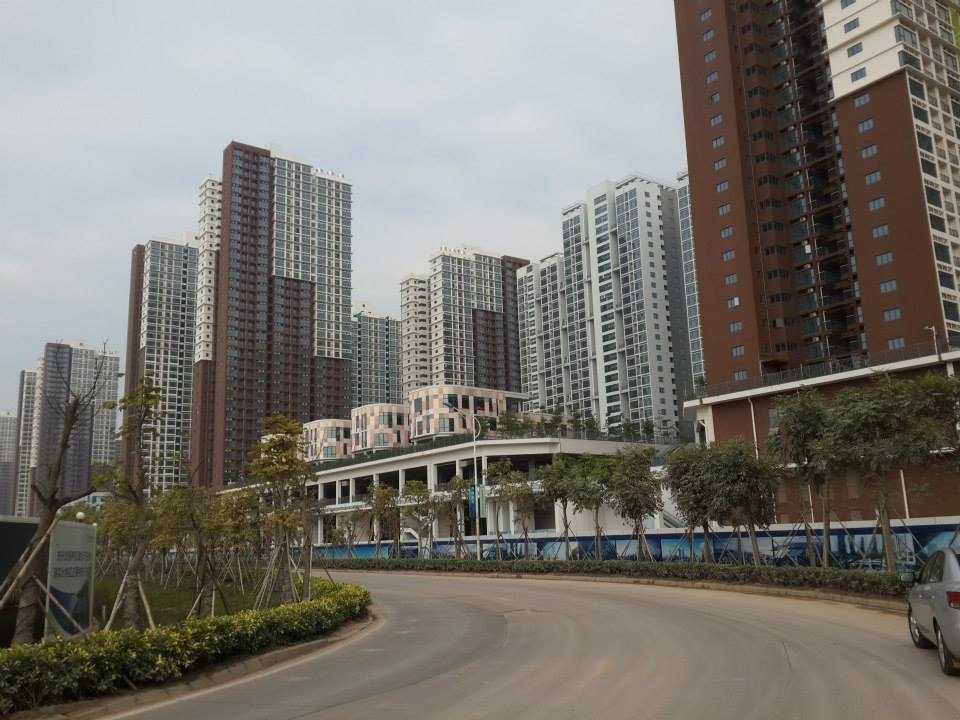
前海深港现代服务业合作区的保障房群

经济适用房是中華人民共和國政府为低收入群眾解决住房问题所作出的政策性安排，另種出租為主的房屋政策稱為廉租房，公租房(即公共租賃住房)。

## 运作模式
经济适用房的运作方式是，对房地产开发商建设的经济适用房项目，政府免收土地出让金和市政相关配套费用（仅此两项至少占房价的40%），其他应征收的费用也进行减免，经济适用房的价格按建设成本确定，建设成本包括征地拆迁费、勘察设计及前期工程费、建安费、小区内基础设施配套建设费、贷款利息、税金、物业的管理费。并且对销售价格、购买资格、开发商利润等进行规定和限制。《经济适用住房管理办法》中，将经济适用住房定义为“本办法所称经济适用住房，是指政府提供政策优惠，限定建设标准、供应对象和销售价格，具有保障性质的政策性商品住房。”

## 主要相关法规和政策
2007年11月19日，中华人民共和国建设部、中华人民共和国国家发展和改革委员会、中华人民共和国国土资源部、中国人民银行共同发布了《经济适用住房管理办法（页面存档备份，存于）》， 对经济适用房的优惠政策、开发建设、价格确定、交易管理、集资和合作建房、监督管理等作出了规定。
2022年2月8日，中国人民银行、中国银行保险监督管理委员会发布《关于保障性租赁住房有关贷款不纳入房地产贷款集中度管理的通知》，表示保障性租赁住房项目有关贷款不纳入房地产贷款集中度管理，鼓励银行业金融机构加大对保障性租赁住房发展的支持力度。

## 存在的问题

### 地方政府不願建經適房
1998年中國開始全面實施住房商品化後，中共推出了「經濟適用房」制度，以政府指導價，按保本微利原則出售給眾多中低收入群體。但在執行過程中經濟適用房由於政策目標不明確，執行過程中失當、失控現象嚴重。1998年經濟適用房的起步時期，其投資總額佔全國房地產投資總額的7.49%，到2008年降為3.11%；2000年在銷售的房屋中，22.7%是經濟適用房，到2010年，該比例降至2.9%。經濟適用房在中國房屋市場上供給嚴重不足，成為中國房地產結構、價格不合理的重要因素之一。
同熱衷於商業地產開發迥然不同的是，地方政府對推廣經濟適用房缺乏積極性。主要原因是賣地收入已成為深陷地方債的各地方財政的重要來源，而經濟適用房按國務院政策，不能收取土地出讓金，並且保障性住房的投入周期长、回款慢、盈利空间小，這種改善民生卻不賺錢的事情，各地方政府顯然提不起勁頭。另外，經濟適用房的建設和經營按有關規定還要要減免各種稅費，地方政府收不到錢，當然沒有積極性。

### 总量不足
很多低收入居民没有机会得到经济适用房。2005年6月，北京天通苑小区放号5000个，结果有数千人通宵排队，最后开发商在政府干预下提前放号。所排的房号甚至出现了网上交易的情况，有的房号本身甚至被报出三万元的价格。有专家对此进行分析，认为此种现象的出现，除了放号方式落后之外，总量不足才是深层次的原因。

### 申请和发放过程涉嫌腐败
按照政府的初衷，只有收入较低，居住条件不佳的居民才可以申请购买经济适用房。但实际中，一些不符条件想要购买经济适用房的人都可以通过购买审批，不但收入较高的人可以购买，拥有多套房产的人也有办法买到。2007年9月，福州市房管局在对申请人摇号后公布的购房名单中出现同一身份证号码摇中三套住房以及多名17位与19位非法身份证号码等可疑情况。

### 「适用」名不符实
经济适用房的房产（物业）应当是较为实惠的。但是，超大面积的户型也不少见，甚至包括跃层。2007年5月，福州市房管局推出394套经济适用房，单套建筑面积在110平方米至180平方米之间，总价在30万至40万元的有8套；40万至50万元的有105套；50万至60万元的有109套；60万至70万元的有83套；70万至80万元的有58套；80万至90万元的有27套；90万元以上的有4套。虽然每平方米单价较市场低，但是总价高导致真正需要购买低价房的低阶层市民无能力购买。

## 改善问题

### 公共租赁住房

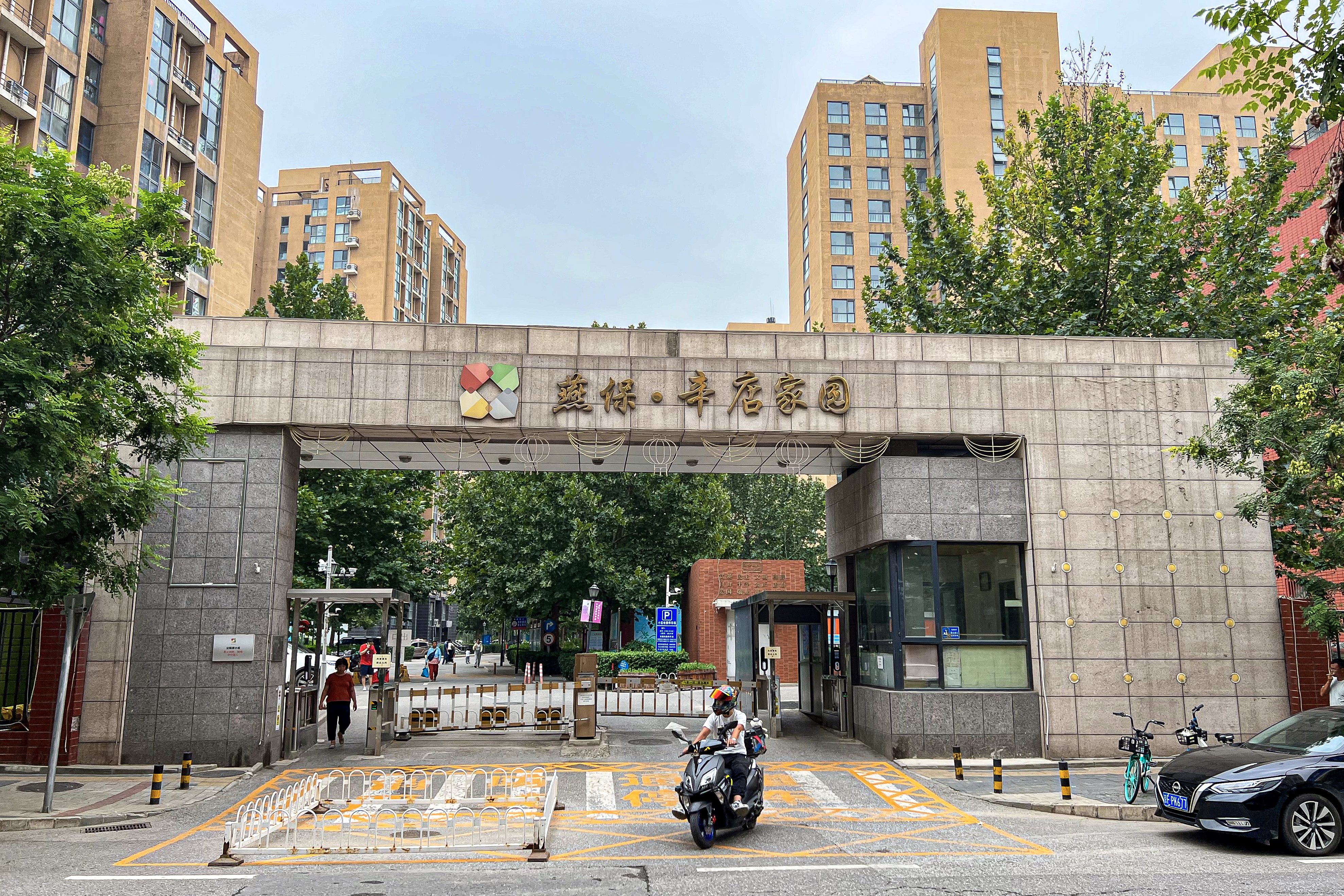
位于北京市海淀区西北旺镇辛店村的燕保·辛店家园，为北京市保障性住房建设投资中心持有运营的公租房房源

公共租赁住房（簡稱：公租房）是对住房困难人群的过渡性解决方案，旨在为不属于低收入人群但住房困难的人员，提供住房帮助。公共租赁房不归个人，而是由政府或公共机构，用低于市场价或者承租者承受起的价格，向新就业职工出租，包括一些新的大学毕业生，外地迁移到城市工作的群体等，與廉租房並軌運行，通過發放房租補貼，分別對「城市低保人群」、「城市中低收入人群」等，提供高比例租金補貼，並逐級根據保障對象收入水凖，制定對等的租金補貼政策，以達到住房保障目標。
公共租赁住房有助于克服廉租房和经济适用房的弊端。首先，公租房扩大了群眾適用資格，有利于解决“夹心层”住房问题。因为廉租房只出租給最低收入群体(主城区申请廉租住房的收入限制标准为家庭人均月收入低于450元)，经济适用房面向中等收入群体，但其价格偏高，甚至部分地区的经济适用房和商品房价格相差无几。由于廉租房、经济适用房和商品房三者之间不能实现对接，形成两个数量庞大的“夹心层”，即收入超过廉租住房申请标准、但无力购买经济适用房的人群和收入超过经济适用房申请标准、但无力购买商品房的人群。而公租房则是面向中等以下收入群体出租(廣州2018年申请公租房的收入限制标准为：单身人士月收入不高于2943元，2人家庭月收入不高于5300元)，廉租房只租不售，而公租房主要是租賃，但5年之後也允許有條件的購買，在保障范围上实现了与商品房的对接。其次，经济适用房是产权房，存在套利空间，且通过行政手段进行分配，极易诱发权力寻租现象的发生，而公共租赁住房则是面向中等以下收入群体出租住房，不存在引发上述弊端的空间。

## 備註
1. ↑   此中文詞彙是源出于1994年中華人民共和國國務院房改領導小組出台的《城鎮經濟適用房住房建設管理辦法》

## 資料來源
1. ↑  .   [2022-02-09]. （原始内容存档于2022-02-09）.
2. ↑  . 大紀元 www.epochtimes.com. 2013-11-04  [2020-08-09]. （原始内容存档于2021-04-10） （中文（臺灣））.
3. ↑  .   [2022-02-09]. （原始内容存档于2022-02-09）.
4. ↑  . finance.sina.com.cn.   [2020-08-09]. （原始内容存档于2021-04-10）.
5. ↑  . Reuters. 2011-12-13  [2020-08-09]. （原始内容存档于2022-02-17） （英语）.
6. ↑  . business.sohu.com.   [2020-08-09]. （原始内容存档于2010-05-02）.
7. ↑  . www.china.com.cn.   [2020-08-09].
8. ↑  . 中国青年报.   [2007年9月20日]. （原始内容存档于2015年9月23日）.
9. ↑  中国青年报（2007年9月20日）：《福州公布经济适用房中签复核名单-少了100多人 （页面存档备份，存于）》
10. ↑  中国青年报（2007年9月21日）：《市纪委着手调查摇号中签者将被重新核查-福州房管局称“身份证疑问”是录入错误 （页面存档备份，存于）》
11. ↑  中国青年报（2007年7月24日）：《福州限价房销售限制了谁 （页面存档备份，存于）》
12. ↑  . www.bjnews.com.cn.   [2020-08-09]. （原始内容存档于2021-04-10）.
13. ↑  . 北京市保障性住房建设投资中心. 2015-11-11  [2023-09-02].
14. ↑  . Reuters. 2013-12-06  [2020-08-09]. （原始内容存档于2021-04-10） （英语）.
15. ↑  . www.gov.cn.   [2020-08-09]. （原始内容存档于2019-07-05）.
16. ↑  . www.gov.cn.   [2020-08-09]. （原始内容存档于2021-04-10）.
17. ↑  . liuzihua.com.
18. ↑  . 房天下.   [2020-08-09]. （原始内容存档于2021-04-10）.
19. ↑  . zhishi.fang.com (房天下). 2016/07/08 10:34:2  [2020-08-09]. （原始内容存档于2021-04-10） （中文（中国大陆））.
20. ↑  . BBC News 中文.   [2020-08-09]. （原始内容存档于2021-04-10） （中文（臺灣））.
21. ↑  谢增毅.  (PDF).   [2020-08-09]. （原始内容 (PDF)存档于2022-03-07）.